# Storstentjärnen (Åsele socken, Lappland)
Storstentjärnen är en sjö i Åsele kommun i Lappland och ingår i Lögdeälvens huvudavrinningsområde. Sjön har en area på 0,067 kvadratkilometer och ligger 439,8 meter över havet.

## Delavrinningsområde
Storstentjärnen ingår i det delavrinningsområde (714399-160336) som SMHI kallar för Inloppet i Väster-Bleksjön. Medelhöjden är 503 meter över havet och ytan är 23,19 kvadratkilometer. Det finns inga avrinningsområden uppströms utan avrinningsområdet är högsta punkten. Långbäcken som avvattnar avrinningsområdet har biflödesordning 2, vilket innebär att vattnet flödar genom totalt 2 vattendrag innan det når havet efter 152 kilometer. Avrinningsområdet består mestadels av skog (77 procent) och sankmarker (18 procent). Avrinningsområdet har 0,12 kvadratkilometer vattenytor vilket ger det en sjöprocent på 0,5 procent.